# Tim Borowski
Tim Borowski (sinh ngày 2 tháng 5 năm 1980 ở Neubrandenburg) là một cựu tiền vệ người Đức. Anh là một tiền vệ trung tâm, có sở trường về tranh chấp bóng và tấn công mặc dù anh được biết đến nhiều với khả năng chuyền bóng và sự đa năng.

## Sự nghiệp câu lạc bộ

### Thời gian đầu
Anh khởi đầu sự nghiệp ở câu lạc bộ địa phương Post Neubrandenburg.Ở đó anh được tuyển trạch viên của Werder Bremen phát hiện tài năng và trở thành một phần của lò đào tạo mà ở đó, tính đến giờ, đã cho ra lò những cầu thủ như Nelson Valdez (hiện chơi cho Borussia Dortmund), Christian Schulz và Simon Rolfes (hiện chơi cho Bayer Leverkusen).

### Werder Bremen
Sau khi chơi cho đội II của Werder Bremen, anh cuối cùng cũng được đôn lên đội một vào năm 2002.Anh trở thành một nhân tố quan trọng kể từ đó.Khi Werder Bremen chơi đội hình 4-4-2, anh thường chơi ở vị trí tiền vệ trái.

### Bayern Munich
Borowski gia nhập nhà vô địch Bundesliga theo dạng chuyển nhượng tự do. Anh đeo áo số 20 ở Bayern Munich. Borowski có 26 lần ra sân ở Bundesliga nhưng chưa bao giờ là một cầu thủ quan trọng trong đội hình. Mặc dù vậy, anh vẫn thường xuyên được thay vào sân. Anh đã ghi 2 bàn danh dự cho Bayern Munich trong trận thua 2-5 trước chính Werder Bremen ở sân nhà Allianz Arena.

### Trở về Bremen
Sau chỉ một năm thi đấu không thành công cho Bayern Munich, Borowski quyết định trở lại Bremen vào ngày 22 tháng 7 năm 2009 và ký hợp đồng 3 năm với đội bóng cũ. Sau 3 mùa giải, anh có 41 lần ra sân tại Bundesliga và quyết định giải nghệ ở tuổi 32 sau khi được CLB chủ quản giải phóng hợp đồng.
Vào mùa hè năm 2014, Borowski đã hoàn thành khóa thực tập 18 tháng của mình trong bộ phận tiếp thị tại Werder Bremen. Vào tháng 4 năm sau, anh ký hợp đồng cho đến tháng 7 năm 2018 với tư cách là giám đốc thể thao cho đội dự bị.

## Thi đấu quốc tế
Anh có trận ra mắt trong màu áo đội tuyển Đức trong trận hoà 2-2 đội tuyển bóng đá quốc gia Bulgaria ở Sofia vào ngày 21 tháng 8 năm 2002.
Tim Borowski được gọi cho World Cup 2006.Trong trận mở màn gặp đội tuyển bóng đá quốc gia Costa Rica, anh được vào sân từ đầu để thay thế đội trưởng Michael Ballack không thể góp mặt do bị chấn thương.Sau trận, anh trở thành một vị trí dự bị chiến lược và thường vào thay cho Bastian Schweinsteiger hoặc Torsten Frings.
Trong trận tứ kết gặp Argentina, anh đã kiến tạo để đồng đội ở Bremen khi đó Miroslav Klose ghi bàn gỡ hoà cho Đức.Borowski cũng đá thành công quả đá penalty thứ tư cho Đức giúp đội tuyển thắng 4-2 ở loạt sút luân lưu.
Sau những màn trình diễn ấn tượng ở các trận đấu trước, anh được ra sân từ đầu trong trận bán kết gặp Ý. Cuối trận đó, Bastian Schweinsteiger thay thế anh sau khi Borowski bị dính chấn thương, và không thể chơi trong trận tranh hạng ba gặp Bồ Đào Nha.

## Cuộc sống cá nhân
Anh có một thành tích học tập cao khi còn đi học. Anh kết hôn với Lena Mühlbacher vào ngày 15 tháng 7 năm 2006 ở thị trấn Osterholz-Scharmbeck. Họ có một đứa con, Emilia sinh ngày 22 tháng 7 năm 2007.

## Thống kê sự nghiệp

### Câu lạc bộ
| Câu lạc bộ         | Mùa giải           | Giải vô địch quốc gia | Giải vô địch quốc gia | Giải vô địch quốc gia | Cúp quốc gia | Cúp quốc gia | Cúp liên đoàn | Cúp liên đoàn | Châu Âu | Châu Âu | Tổng cộng | Tổng cộng |
| Câu lạc bộ         | Mùa giải           | Hạng đấu              | Trận                  | Bàn                   | Trận         | Bàn          | Trận          | Bàn           | Trận    | Bàn     | Trận      | Bàn       |
| ------------------ | ------------------ | --------------------- | --------------------- | --------------------- | ------------ | ------------ | ------------- | ------------- | ------- | ------- | --------- | --------- |
| Werder Bremen II   | 1999–2000          | Regionalliga Nord     | 29                    | 6                     | 2            | 0            | –             | –             | –       | –       | 31        | 6         |
| Werder Bremen II   | 2000–01            | Regionalliga Nord     | 27                    | 5                     | 1            | 0            | –             | –             | –       | –       | 28        | 5         |
| Werder Bremen II   | 2001–02            | Regionalliga Nord     | 2                     | 1                     | 1            | 1            | –             | –             | –       | –       | 3         | 2         |
| Werder Bremen II   | Tổng cộng          | Tổng cộng             | 58                    | 12                    | 4            | 1            | 0             | 0             | 0       | 0       | 62        | 13        |
| Werder Bremen      | 2001–02            | Bundesliga            | 26                    | 1                     | 2            | 1            | –             | –             | 2       | 0       | 30        | 2         |
| Werder Bremen      | 2002–03            | Bundesliga            | 18                    | 0                     | 4            | 0            | 0             | 0             | 2       | 2       | 24        | 2         |
| Werder Bremen      | 2003–04            | Bundesliga            | 25                    | 1                     | 5            | 5            | –             | –             | 1       | 0       | 31        | 6         |
| Werder Bremen      | 2004–05            | Bundesliga            | 31                    | 7                     | 5            | 3            | 2             | 0             | 6       | 0       | 44        | 10        |
| Werder Bremen      | 2005–06            | Bundesliga            | 31                    | 10                    | 3            | 0            | 2             | 0             | 9       | 3       | 45        | 13        |
| Werder Bremen      | 2006–07            | Bundesliga            | 17                    | 2                     | 0            | 0            | 1             | 0             | 6       | 1       | 24        | 3         |
| Werder Bremen      | 2007–08            | Bundesliga            | 21                    | 2                     | 3            | 1            | 1             | 1             | 7       | 0       | 32        | 4         |
| Werder Bremen      | Tổng cộng          | Tổng cộng             | 169                   | 23                    | 22           | 10           | 6             | 1             | 33      | 6       | 230       | 40        |
| Bayern Munich      | 2008–09            | Bundesliga            | 26                    | 5                     | 2            | 1            | –             | –             | 7       | 1       | 35        | 7         |
| Bayern Munich      | Tổng cộng          | Tổng cộng             | 26                    | 5                     | 2            | 1            | 0             | 0             | 7       | 1       | 35        | 7         |
| Werder Bremen      | 2009–10            | Bundesliga            | 28                    | 4                     | 6            | 1            | –             | –             | 11      | 1       | 45        | 6         |
| Werder Bremen      | 2010–11            | Bundesliga            | 12                    | 0                     | 1            | 1            | –             | –             | 4       | 0       | 17        | 1         |
| Werder Bremen      | 2011–12            | Bundesliga            | 1                     | 0                     | 1            | 0            | –             | –             | –       | –       | 2         | 0         |
| Werder Bremen      | Tổng cộng          | Tổng cộng             | 41                    | 4                     | 8            | 2            | 0             | 0             | 15      | 1       | 64        | 7         |
| Tổng Werder Bremen | Tổng Werder Bremen | Tổng Werder Bremen    | 210                   | 27                    | 30           | 12           | 6             | 1             | 48      | 7       | 294       | 47        |
| Tổng sự nghiệp     | Tổng sự nghiệp     | Tổng sự nghiệp        | 294                   | 44                    | 36           | 14           | 6             | 1             | 55      | 8       | 391       | 67        |

### Quốc tế
Nguồn:
| Đội tuyển quốc gia | Năm       | Trận | Bàn |
| ------------------ | --------- | ---- | --- |
| Đức                | 2002      | 2    | 0   |
| Đức                | 2004      | 5    | 0   |
| Đức                | 2005      | 8    | 1   |
| Đức                | 2006      | 13   | 1   |
| Đức                | 2007      | 3    | 0   |
| Đức                | 2008      | 2    | 0   |
| Tổng cộng          | Tổng cộng | 33   | 2   |

#### Bàn thắng quốc tế
| # | Ngày               | Địa điểm                            | Đối thủ  | Ghi bàn | Kết quả | Giải đấu |
| - | ------------------ | ----------------------------------- | -------- | ------- | ------- | -------- |
| 1 | 7 tháng 9 năm 2005 | Weserstadion, Bremen, Đức           | Nam Phi  | 2–1     | 4–2     | Giao hữu |
| 2 | 2 tháng 6 năm 2006 | Borussia-Park, Mönchengladbach, Đức | Colombia | 3–0     | 3–0     | Giao hữu |

## Danh hiệu

### Câu lạc bộ
Werder Bremen
- Bundesliga: 2003–04
- DFB-Pokal: 2003–04; Á quân 2009–10
- DFB-Ligapokal: 2006; Á quân 2004

### Quốc tế
Đức
- UEFA Euro: Á quân 2008[2]
- FIFA World Cup: Hạng 3 2006
- FIFA Confederations Cup: Hạng 3 2005